# 戲劇浮生：黎耀祥論演技與人生
《戲劇浮生： 黎耀祥論演技與人生》為香港著名無綫電視藝員黎耀祥於2010年1月23日出版的首本著作。本書收錄黎耀祥自2008年10月至2010年1月逢星期四於免費報章《am730》刊登的專欄《戲假情真》共58篇有關戲劇演出的分析文章，並輯錄三聯出版集團資深編輯羅展鳳女士與黎耀祥共二萬字的訪談。

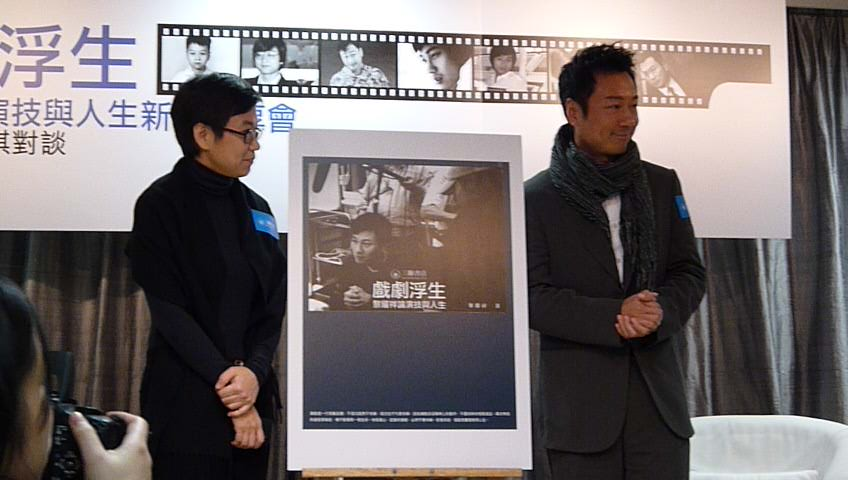
黎耀祥與三聯董事及副總編輯李安共同主持《戲劇浮生》新書發佈儀式

出版當天，黎耀祥於三聯書店屬下的創Book Cafe舉行新書分享會暨簽名會，並與香港演藝學院電影電視學院院長舒琪先生進行對談。黎耀祥在對談中提到他出書的目的是藉此提出思考的問題，希望引起演員及觀眾對戲劇的討論，從而提升演員和觀眾的質素，而他亦曾在報章專訪中提及他認為能夠用文字留下一個人的經歷是一件浪漫的事。
本書於2010年7月8日由三聯書店（香港）有限公司旗下電子書公司首尚文化推出iPhone app版本。內地出版機構復旦大學出版社於2011年8月出版本書之簡體版本。

## 成書背景
三聯出版集團資深編輯羅展鳳女士閱讀黎耀祥於免費報章am730撰寫的專欄《戲假情真》後，深受其對戲劇的專業認知和深刻體會所感動，所以決定要為他出一本書。

## 目錄
| 標題                       | 引用電影、電視、人物                                        |
| 自序                       |                                                             |
| 戲劇世界，如夢人生         | –                                                           |
| 訪談                       |                                                             |
| 一個演員對演出與生命的反思 | –                                                           |
| 形體設計                   |                                                             |
| 機關算盡還是自然演出？     | 丹尼爾·戴-路易斯《黑金風雲》；瑪莉安·歌迪雅《粉紅色的一生》 |
| 沒有一成不變的方法學       | 韋史密夫《尋找快樂的故事》                                  |
| 情理之內，意料之外         | 《變形金剛：狂派再起》                                      |
| 鋪排「情理」，營造「意外」 | 《變形金剛：狂派再起》                                      |
| 別抹煞應有的自然反應       | –                                                           |
| 不作多餘的演出             | 《畢打自己人》                                              |
| 懂得演戲，遺忘生活         | 《任逍遙》                                                  |
| 「生活」的重拾與解構       | 《禮儀師之奏鳴曲》                                          |
| 「生活化」演出與劇本配合   | 緒形拳《我要復仇》、《火宅之人》                            |
| 內外懸殊的深度演出         | 畢彼特《奇幻逆緣》                                          |
| 為角色設計動作             | 詹姆斯·麥艾維《愛·誘·罪》                                   |
| 辛潘的男同志演繹           | 辛·潘《夏菲米克的時代》                                     |
| 小動作設計，大師級典範     | 希斯萊傑《蝙蝠俠—黑夜之神》                                 |
| 形體動作的反向思維         | 希斯萊傑《蝙蝠俠—黑夜之神》                                 |
| 演出目的與行為動機         | 韋史密夫《七生有幸》                                        |
| 眼神以外的表演途徑         | 艾爾帕西諾《女人香》                                        |
| 自信而放縱的演出           | 梅莉史翠普《媽媽咪呀》                                      |
| 必要的形體帶動             | 《巾幗梟雄》                                                |
| 肢體作為情感工具           | 沙人《蜘蛛俠3》                                             |
| 要感動人先感動自己         | 米高·積遜《This is it》                                     |
| 節奏表達                   |                                                             |
| 節奏的責任                 | –                                                           |
| 節奏──演員的拍子機         | –                                                           |
| 角色的情緒節奏             | 《巾幗梟雄》                                                |
| 表演節奏與反應             | 舒淇《非誠勿擾》                                            |
| 喜劇節奏的合法誇張         | 周星馳《他來自江湖》、尊尼特普《魔盜王》                    |
| 動畫節奏的收放             | 《沖天救兵》                                                |
| 從對比節奏到深層演繹       | 《禮儀師之奏鳴曲》                                          |
| 演出的「時間」             | 《楚漢驕雄》                                                |
| 停頓之必要                 | 《楚漢驕雄》、米高·積遜《This is it》                       |
| 停頓之間的「轉接位」       | 《小武》                                                    |
| 「轉接位」的錯誤           | 《神奇四俠：銀魔現身》                                      |
| 語言的節奏                 | –                                                           |
| 語言節奏與思考邏輯         | 毛舜筠《畢打自己人》                                        |
| 真實節奏不真實             | –                                                           |
| 加工的真實節奏             | –                                                           |
| 對白的分寸拿揑             | 艾爾帕西諾《威尼斯商人》                                    |
| 純粹的肢體節奏溝通         | 《Jump》                                                    |
| 演員思考                   |                                                             |
| 模仿是演員學習的第一步     | –                                                           |
| 好演員滿身是戲             | 高倉健《鐵道員》、《千里走單騎》                            |
| 本色與演技                 | 周迅《畫皮》                                                |
| 拒絕虛假的符號表演         | 劉青雲《神探》                                              |
| 演員的演繹填補             | –                                                           |
| 演出可被獨立評估           | 《醜女大翻身》                                              |
| 性格逆轉的演法             | 《蜘蛛俠3》                                                 |
| 技巧只是通往觀眾內心的橋樑 | 《鷹眼追擊》                                                |
| 「動作和內心的配合」程式   | –                                                           |
| 不作反應的真實             | 《畢打自己人》                                              |
| 收集情緒記憶               | –                                                           |
| 我感覺得到                 | –                                                           |
| 感覺由感情豐富開始         | 《楚漢驕雄》                                                |
| 觸覺資料重組               | –                                                           |
| 「通感」的演出手法         | 《畢打自己人》                                              |
| 同理心的力量               | 《再見螢火蟲》《沖天救兵》                                  |
| 戲假情真                   | –                                                           |
| 語言的局限性               | –                                                           |
| 演員的開放思維             | –                                                           |
| 不斷提問，永遠向前看       | –                                                           |

## 評價
香港影視圈中有不少知名人士也看過此書，包括導演、演員如杜汶泽、胡定欣、鄭嘉穎等，以下簡略節錄有關評價。
這本書叫我感動的，是黎耀祥告訴我們：演藝事業與演出是一件很嚴肅及需要認真對待的事，絕不是單靠天份或嬉笑的遊戲態度來對待的。——香港演藝學院電影電視學院院長   舒琪，《戲劇浮生：黎耀祥論演技與人生》第二版及第三版封底
電影導演   莊文強
很好看的一本書，推薦了給不少演員。
電影導演   葉念琛
|  | 最近，在書店發現祥仔首本著作《戲劇浮生——黎耀祥論演技與人生》，二話不說買回家，一個晚上讀完一遍，感受良多，對祥仔的尊敬，又多了一分。 ......或許不少讀者都覺得今時今日的祥仔，絕對有資格著書立說，大談何謂之「好演技」，可是祥仔在下筆時從來沒有強調「教」，反以一個開放的態度去跟讀者分享他覺得演技和人生之間的關係。《戲劇浮生》其實是一位專業演員誠實地向讀者訴說他對演戲何以不離不棄...... |

文化人、自由撰稿人  彭礪青
|  | ...在如走馬燈的香港影視圈中，黎耀祥無疑是與別不同的，他不單自覺作為一個演員，也是作為一個思考的人，尤其是思考自身作為演員的本質及角色為何，他甚至在書中勸告演員在演戲之前應該探討哲學問題。 ...黎耀祥以他的評論來告訴我們：為什麼他的演繹往往恰如其分，他要求一個演員同理心和體會真實情感，甚至專注於聽和 看而不是佯裝豎起耳朵和張大眼睛，從這些要求來看，他所念茲在茲的其實是演員應該做一個真實的人。… ...事實上，黎耀祥的水準，已與劉青雲、黃秋生等影帝演員不相上下，現在他把自己的經驗化作文字，就更難能可貴。 |

黎耀祥何许人也？多数人都不知道，但一见到他的相片，便会“哦”一声说：原来是他！这种惊喜同样会在《戏剧浮生：黎耀祥论演技与人生》中找到，初以为这只是记录他演戏过程中的点滴想法，却是他毕生演戏吐露的经验和真情。
黎耀祥演的多数是小角色，从《射雕英雄传》中的周伯通、《西游记》里的猪八戒，再到近年来广受好评的《毕打自己人》的余家升、《巾帼枭雄》的柴九、《义海豪情》中的刘醒等等，他也蝉联两届获得TVB台庆两届视帝的荣耀。他从配角走向主角、从默默无闻走向视帝的宝座，这其中付出的艰辛拼搏是一般人无从想象的。
……实际上，一个好的演员在修为和人生态度上端正自己、努力积累，并有独立意识，不受制于商业、名利的盲目追逐中，不怕不会成名。星爷的《喜剧之王》早就道明那种戏剧人的艰辛状态，有句台词很刺眼：“不管你看得起看不起我，我都是一个演员。”而黎耀祥则用自己的话作了一个对应：“其实演员的终极目的，就是要透过角色去告诉观众，人生究竟是怎样一回事。——影評人 范典，信息时报「低谷是榮耀的伏筆」

主持人  梁奕倫
|  | 今天買了柴九的著作"戲劇浮生,黎耀祥論演技與人生",啟發了我很多很多.... 各位同業,我們絕對要一人擁有一本.太有用了....尤其真正喜歡演戲的人. |

無綫電視藝員 胡杏兒
|  | 「除劇本之外，更發現視帝黎耀祥嘅演技秘笈，杏兒話一有時間就會攞出嚟慢慢刨，自我「爭」值。……「不嬲都想學多啲嘢，特別係演員，更要吸收唔同嘅嘢。呢本書講嘅唔止係祥仔嘅演技，重有佢對生命嘅反思，內容好豐富。」 |

無綫電視藝員  馬賽
|  | 超級推薦！很開心有祥哥這本書，讓我了解一個演員榜樣的所思所想。演戲途中我很愛思考較真，生活中很愛哲學閱讀，時常對生活太多感觸..做為新人有時會覺得自己跟演藝圈格格不入，但這本書更讓我堅定了做好演員的決心。我曾經也說不清楚為何5，6歲就想成為演員，現在我懂了！很愛這本書！謝謝祥哥 |

無綫電視藝員  呂熙
|  | 很多圈內圈外的朋友，只要對演劇，演戲較有濃厚些許興趣，都在談論黎耀祥的戲劇浮生，書中少理論，多現實的分享，不是這行的人，對人生也有幫助。... |

## 外部連結
- rthk.hk 香港電台網站: 藝術同學之影畫戲:演員與演技(1)---嘉賓：黎耀祥
- rthk.hk 香港電台網站: 藝術同學之影畫戲:演員與演技(2)---嘉賓：黎耀祥